# بالانژرویت
بالانژرویت در یکی از مهم‌ترین معادن کرایزوتیل در اروپا، بالانژرو سرپانتینیت وجود دارد. از این رو، معمولاً در مجموعه ای از فازهای معدنی دیگر مانند کریزوتیل، مگنتیت و آلیاژهای Fe-Ni به عنوان یک asbestiform اشتباه گرفته می شود. با این حال، بالانسرویت منجر به مشکلات جدی سلامتی ناشی از الیاف آزبست نمی‌شود.

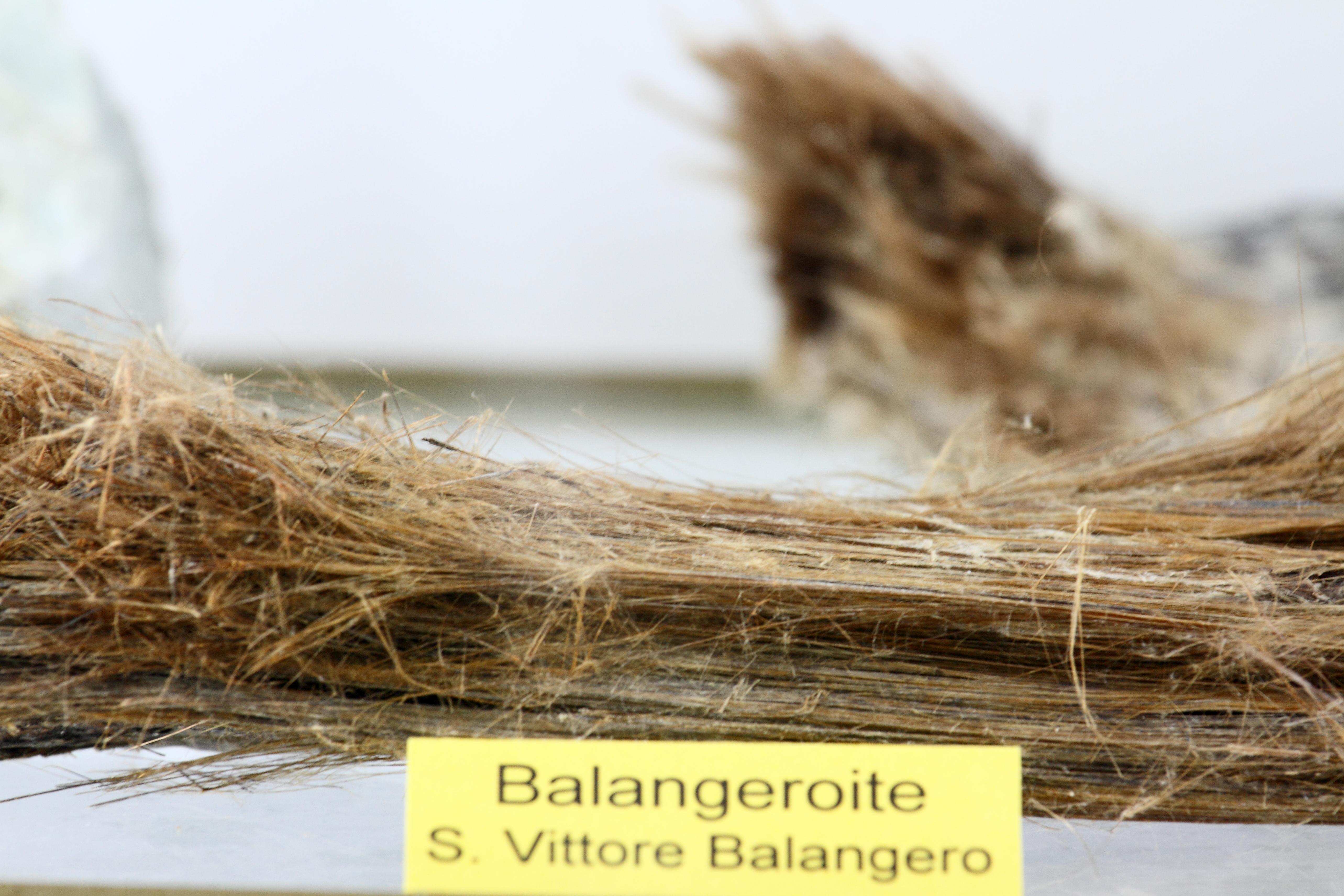

| General           | General                                             |
| ----------------- | --------------------------------------------------- |
| دسته بندی         | Inosilicate                                         |
| فرمول شیمیایی     | (Mg,Fe,Fe,Mn)42Si16O54(OH)40                        |
| دسته بندی ساختاری | 9.DH.35                                             |
| سیستم کریستالی    | Monoclinic                                          |
| کلاس کریستالی     | پریزماتیک(2/m)(همان H-M symbol)                     |
| فاصله گروهی       | P2/n                                                |
| واحد سلولی        | a = 19.4 Å, b = 9.65 Å,c = 19.4 Å; β = 91.1°; Z = 2 |
| Identification    |                                                     |
| رنگ               | قهوه ای                                             |
| نوع کریستالی      | فیبروس                                              |
| شکافتگی           | بسیار خوب در دو جهت                                 |
| سختی              | شکننده                                              |
| درخشش             | شیشه ای به چرب                                      |
| تمایل رنگی        | سفید مایل به قهوه ای                                |
| دیافانیتی         | نیمه شفاف تا مات ؛ شفاف در بخش نازک                 |
| گرائیتی مخصوص     | 2.96 - 3.10                                         |
| خواص اپتیکی       | Biaxial -                                           |
| ضریب شکست         | nα = 1.680 nγ = 1.680                               |
| بیرفرگنیتی        | δ = 0.000                                           |
| پلوکروسیسم        | قهوه ای تیره و قهوه ای زرد موازی و عمود بر [001]    |

## مقدمه
بالانژرویت به عنوان اینوسیلیکان با 4 زنجیره تک دوره ای، Si4O12 طبقه بندی می شود. این ماده معدنی کاملاً جدا از آزبست واقعی است. از نظر اقتصادی برای تهیه مصالح ساختمانی، به ویژه برای اهداف عایق حرارتی، ضد آتش و غیره مهم است. در انتشارات اخیر تورچی  نتیجه گیری شده است که بالانژرویت آزبست نبوده، و از نظر زیست محیطی و ماندگاری زیستی ضعیف بوده است. این مطالعه همچنین اشاره کرد که قرار گرفتن در معرض کریزوتیل آشکار و نه بالانسرویت است که باعث بروز مزوتلیوم می شود.

## ترکیب شیمیایی
فرمول شیمیایی بالانژرویت Mg, Fe2+, Fe3+, Mn2+)42Si16O54(OH)40)  است و همانطور که در نمودار زیر توسط Compagnoni نشان داده شده است به شرح زیر محاسبه شده است:
| جدول 1: آنالیز ترکیبات شیمیایی بالانژرویت |        |
| SiO2                                      | 28.37  |
| TiO2                                      | 0.03   |
| Al2O3                                     | 0.27   |
| Fe2O3                                     | 8.89   |
| Cr2O3                                     | 0.03   |
| FeO                                       | 16.95  |
| MnO                                       | 3.59   |
| MgO                                       | 31.81  |
| CaO                                       | 0.13   |
| H2O                                       | 9.93   |
| Total                                     | 100.00 |

برای استنباط ترکیب بالانژرویت از تجزیه و تحلیل شیمیایی مرطوب، فلورسانس اشعه ایکس و ریزپلور الکترونی استفاده شده است.  رشد متداول مشترک با کرایزوتیل در ارائه وضوح شیمیایی بهتر همانطور که در جدول 1 نشان داده شده است، به عنوان یک پدیده ارزشمند است. نتایج به دلیل رشد و نمو یا پهنه بندی بین میکروسکوپی متفاوت است. از تجزیه و تحلیل شیمیایی مرطوب ، به دلیل وجود آب، 9.5 کاهش وزن متوسط پس از کلسینه کردن در دمای 1000 درجه سانتیگراد وجود دارد.  این به عنوان تفاوت از 100٪ نتایج ریزساختاری محاسبه شد، با این فرض که مقادیر زیادی ماده معمولاً حاوی برخی ناخالصی ها و اکسیداسیون احتمالی Fe2+ تحت گرمایش هستند. بر اساس حجم و چگالی شناخته شده، نسبت Fe2 + / Fe3 + = 12/2 بدست آمده و فرمول تجربی سلول واحد (Mg 25.70 Fe2 + 7.69 Fe3 + 3.63 Mn2 + 1.65 Al0.17 Ca0. 07 Cr0.01 Ti0.01) کل = 38.93 Si15.38O53.66 (OH) 35.92 بدست آمده است.

## ساختار
بالانژرویت بر اساس ساختاری اکتاهدرال استوار است که شامل کانال هایی است که توسط زنجیرهای تتراهدرای سیلیکاتی که در سه ردیف و چهار ردیف قرار دارند و در امتداد محور الیاف قرار دارند پر می شوند. بالانژرویت از نظر ساختاری نسبت به گاژیت مشابه است. 
در مقایسه با کریزوتیل، بالانژرویت دارای یون های فلزی بیشتری نسبت به یون های سیلیسیم است و ممکن است در بعضی موارد به عنوان اکسید آهن پیچیده دیده شود که حاوی نوعی ساختار سیلیکات در چارچوب آن است. مایع اطراف تعداد زیادی از کاتیونهایی را که بصورت هشت وجهی هماهنگ شده اند، می گیرد که برخلاف آمفیبول ها، به راحتی از بین می روند. در نتیجه، منیزیم و آهن آزاد می شوند و ساختار سیلیکات را مجبور می کنند به تشکیل اتصال ضعیف می کنند و بنابراین به محلولتبدیل می شود.  آزمایشات بیشتری بر روی مقاومت بقا در بالانژرویت انجام شده و ماندگاری زیست محیطی نسبتاً کم در pH خنثی را از خود نشان داده است. مطالعات بیشتر با تقلید از هوازدگی در آزمایشی برای پیش بینی اینکه الیاف هوازده پتانسیل سمی موجود در الیاف تازه استخراج شده را حفظ می کنند ، انجام شد. آزمایش ها نشان داد که بالانسرویت حذف منیزیم و Si را نشان می دهد که یک قطع ساختاری مداوم را معرفی می کند که بسیار فراتر از سطح است. .

## خواص فیزیکی
بالانژرویت می تواند به صورت الیاف شل یا فشرده در حجم زیاد ایجاد شود که می تواند منشوری باشد. پوسته های آنتیگوریت در بالانژرویت، منشوری گنجانده شده اند، در حالی که با بررسی تصاویر مشاهده شده در مشاهده میکروسکوپ الکترونی، این موضوع نشان داده شده است که بلانژرویت الیافی تا حدی با کریزوتیل جایگزین می شود. فیبرها در ۰۰۱ دو سانتی متر امتداد دارند. این ماده معدنی با رنگ قهوه ای، دارای سیستم کریستالی مونوکلینیک است. الیاف این ماده معدنی در محدوده شکننده قرار می گیرد و در تماس با پوست به عنوان مربوط مایل به روغنی می باشد. از نظر خواص اپتیکالی در دسته دو محوری ها قرار گرفته.

## محدوده جغرافیایی
منطقه piemonte ، بازمانده اقیانوس پیرپی از اواخر دوره ژوراسیک، محل زندگی اکثر مارهای موجود در کوه های آلپ غربی است. معدن بالانژروت در توده Ultramafic Lanzu واقع شده است که در قسمت داخلی منطقه piemonte است. این منطقه در ایتالیا وافع شده است. اعتقاد بر این است که مانیف اولترامافیک لانزو در فرایندهای فرورانش که با بسته شدن اقیانوس پیرپیک در اواخر ژوراسیک مرتبط بود، نقش داشته است. اولین نسل از رگ های دگرگونی و به ویژه رگ نوع 1 که بالانژرویت منشوری را تشکیل می دهد (که اغلب شامل پوسته های آنتی گوریت است) که در طی دگرگونی فشار بالا پروگراد تشکیل شد.  بالانژرویت الیافی به لبه مملو از مارپیچ در توده Ultramafic Lanzu شمالی شده است، با فراوانی آن در معدن آزبست غیر فعال بالانژرو، جایی که کشف شده است. با توجه به اینکه بسیاری از مواد معدنی بر اساس کاربردها و عناصری که در آن یافت می شوند نام گذاری و شناخته می شوند، اما بالانژرویت به دلیل مکانی که در آن کشف شد نامگذاری شده است. این ماده معدنی ابتدا توسط کارگران معدن در معدن بالانژرو کشف شده و بر اساس رنگ کلی آن و ماهیت الیافی سایر مواد معدنی موجود در معدن، که می توان به دو ماده زایلوتیل یا متاکسیت ، آن را نامگذاری کردند.  این ماده معدنی جدید، بالانژرویت، مورد آزمایش قرار گرفت و مشخص شد که از نظر ترکیبات و همچنین خواص نوری کاملاً متفاوت از زایلوتیل و متاکسیت است. بالانژرویت به عنوان یک سنگ معدنی، قبلاً کشف شده بود و نمونه ای تا حدودی خالص از سال 1925 در موزه موسسه مواد معدنی دانشگاه تورین موجود بود، موجودی شماره. 14873 ، با عنوان "مار مارپیچ رشته ای (آزبست) - سان ویتوره ، بالانژرو" نام گرفته است. 

## جستارهای وابسته

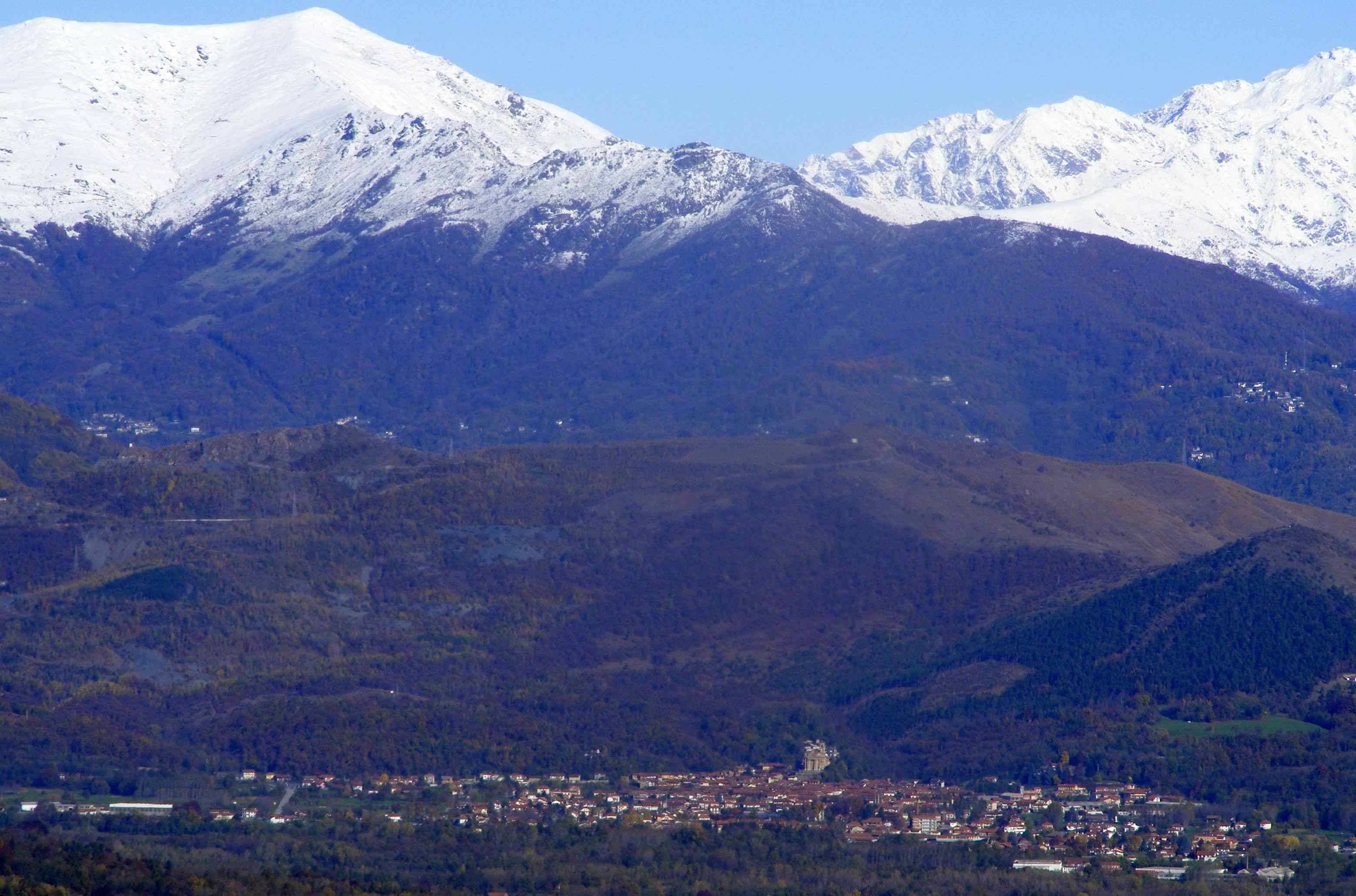
بالانژرو